# Бошняк Олександр Карлович
Бошняк Олександр Карлович (нар.15 серпня 1786-пом.11 липня 1840) — чиновник ботанік-аматор. Походить з дворян Костромської губернії. Встановлено, що прізвище Бошняк прийшло до діда Івана Костянтиновича від його хрещеного батька. Родове ж його прізвище — Контос-Коліді, і справжній його батько походив з грецького дворянського роду. Він прибув до Росії в 1711 році, ще за Петра I, у свиті молдавського господаря Кантеміра і рано помер у місті Ніжині, залишивши після себе двох малолітніх дітей — Івана та Миколу.

## Родина
Прадід Костянтин Бошняк, уродженець Турецької області Македонії, родом грек, оселився зі своїми кріпаками в Новій Сербії, поблизу Єлизаветграда. (Очевидно мається на увазі, де пізніше у 1752 році була утворена Нова Сербія і де повстав у 1754 році Єлизаветград, оскільки він помер у Ніжині в 1728 році. Також і прізвище його було не Бошняк, а Контос-Коліді).
Дід Іван Костянтинович Бошняк(Контос-Коліді)(нар.1717, Ніжин?-пом.6 січня 1791, Саратов), — полковник. Брав участь у російсько-турецькій війні 1735—1739 років, брав Перекоп та Очаків, виявивши хоробрість і військову вправність. Наступною його кампанією стала війна зі Швецією в 1742-43 роках. Відомо, що в ній він брав участь у складі Сербського гусарського полку. Під час Семирічної війни брав участь у боях при Грос-Егерсдорфі і Цорндорфі, неодноразово бував поранений і нагороджений за відмінні хоробрі вчинки супроти ворога і особливо за службову старанність, отримуючи ордени і підвищення в чині й платню натомість. У віці 43-х років, в 1760 році був переведений через рани в Новосербський полк, який квартирував в Україні, де служив батальйонним командиром, очевидно, до 1764 року. У цей період був написаний його портрет, який довгі роки потім дбайливо зберігався його нащадками, а в 1899 році переданий ними в Радищевський музей, де він тепер і перебуває. Відомо, що одружений був на литовській уродженці Ганні Данилівні фон Шредер і мав чотирьох дітей — синів Карла та Миколу, і доньок Марію та Софію. У послужному списку згадано, що він російською, грецькою, волоською, турецькою читати і писати вміє та арифметикою рахувати володіє. Але писав, як показують збережені свідоцтва, Бошняк погано(полуцено в цетверток — його напис на папері, що означає отримано в четвер), а говорив із сильним акцентом. Комендант Саратова в 1773–1788 роках (з перервами в 1774 і 1776 роках, після 3 лютого 1781 — створення Саратовського намісництва — мав лише військову владу).
Батько — прем'єр-майор Карл Іванович Бошняк.
Мати Надія Олександрівна Аже(у першому шлюбі Бошняк, у другому з братом Висоцького Олександром Петровичем — Висоцька)

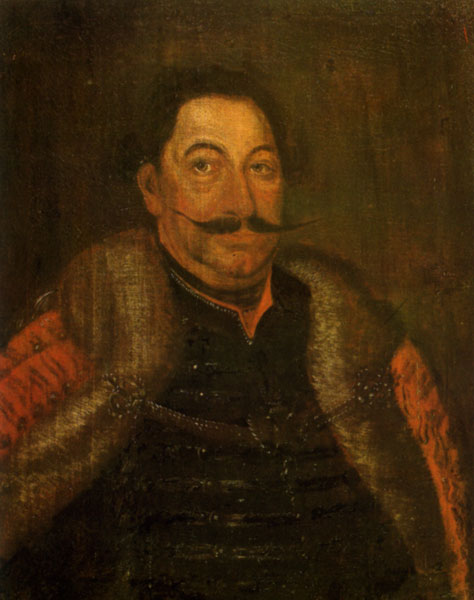
Іван Костянтинович Бошняк(дід)

## Біографія
Навчався в благородному пансіоні при Московському університеті, служив у московському ж архіві Колегії іноземних справ. Двічі, в 1807 і 1812 рр.., записувався в ополчення, але військовою славою себе не покрив, так само як і великої кар'єри в цивільній службі не зробив. Вийшовши у відставку, Бошняк жив у своєму костромському маєтку, заповнюючи дозвілля заняттями ботанікою, великим шанувальником якої був. Він навіть вступив в Московське товариство дослідників природи і став його діяльним членом. У 1816–1820 рр. був Головою нерехтинського дворянства.
У 1820 році завдяки другому шлюбові своєї матері отримує в спадщину Катеринівку., переїжджає у цей маєток та стає чиновником при начальнику Південних військових поселеннях графі Вітту, по завданню якого входить в довіру до декабристів Володимира Ліхарєва та Йосипа Поджіо, дружини яких доводилися внучатими двоюрідними небогами його вітчиму та часто відвідували у Златополі брата вітчима Миколу Висоцького і Ліхарєв навіть квартирував тут у купця Гека. Він два рази повідомляв Вітте про плани таємного товариства. У 1826 році був викликаний до Слідчого комітету, дав свідчення і відпущений. У липні 1826 відряджений до Пскова для таємного збору відомостей про О. С. Пушкіна. У 1829–1830 роках обраний віце-президентом Молдавсько-Волоського дивана. У 1830–1831 роках у Бухаресті брав участь з корпусом Вітта у придушенні польського повстання, при поверненні російських військ помер від хвороби, яка перебігала з гарячкою, в місті Барі.

## Наукова діяльність
У своїх поїздках на Україну О. К. Бошняк зібрав численні ботанічні колекції, а результати їх опублікував (1820–1821) у двох томах під назвою Щоденні записи подорожі О.Бошняка в різні області західної та полуденної Росії в 1815 році, де наводиться багато флористичних даних про відвідані ним місця. Кольорові малюнки до видання виконувалися кріпаками О. К. Бошняка, спеціально навченими змальовувати рослини з натури.
За заповітом його гербарій, 335 неопублікованих кольорових малюнків рослин, багата бібліотека і 70 ящиків колекцій комах були передані в 1832 році Московському товариству дослідників природи. Значну частину книг для своєї бібліотеки О. К. Бошняк купував на ринку в Москві після вигнання французів, бо після французів багаті книги з московських бібліотек валялися по вулицях і перейшли в руки простого народу
Зібрання О. К. Бошняка зараз зберігаються в гербарії Московського університету.
На честь О. К. Бошняка названий рід рослин із родини Вовчкові, описаний К. А. Мейєром — Бошнякія (Boschniakia).